# 枚方宿

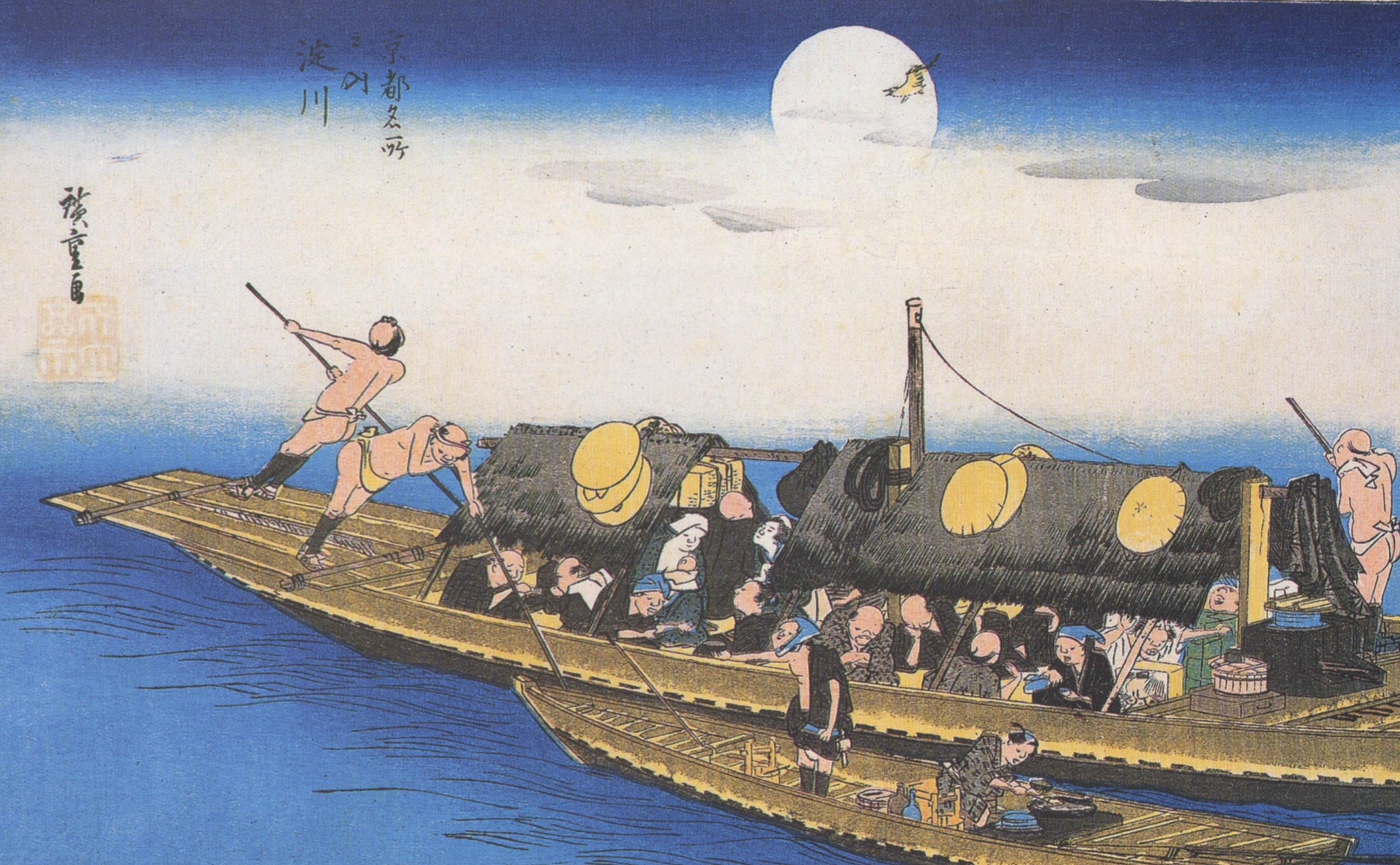
歌川広重「京都名所之内 淀川」

枚方宿（ひらかたしゅく、牧方宿）は、現在の大阪府枚方市に置かれた、京街道の宿で東海道の延長としては東海道56番目（東海道五十七次）または大坂街道の宿場。淀川水運の港としても栄え、往時を偲ばせる一部の建物が現存している。

## 歴史
文禄5年（1596年）に発せられた豊臣秀吉の命により、淀川左岸の堤防として築かれた文禄堤が、大坂京橋から京都伏見へ向かう京街道として用いられるようになった。「宿人馬継合で困窮いたし、人馬役のもの多分に宿方退散し、継合に差支、此段、寺沢藤右衛門へ申出、追って退散のもの帰住致す」（天正年間（1573年 - 1591年）頃）という記録により、この頃にはすでに宿場としての起源があった。
元和2年（1616年）ごろ、京街道を東海道の延伸部とし、伏見、淀、守口の宿場と共に東海道枚方宿として定めた。その時期は慶長6年（1601年）から寛永年間（1624年 - 1644年）までの間と考えられる。「東海道は品川宿より守口宿」（幕府道中奉行所御勘定 谷金十郎、宝暦8年（1758年））や「東海道と申すは、熱田より上方は、伊勢路、近江路を通り伏見、淀、牧方、守口迄外はこれ無き」（土佐藩から問いに対する幕府大目付勘定奉行からの回答、寛政元年1789年）という記録により、この頃には枚方宿が東海道の一部であった事がうかがえる。
ほぼ京都と大坂の中間に位置する交通の要衝であり、陸の街道だけでなく、街道とほぼ平行して流れる淀川を利用した水上交通の中継港としても繁栄した。

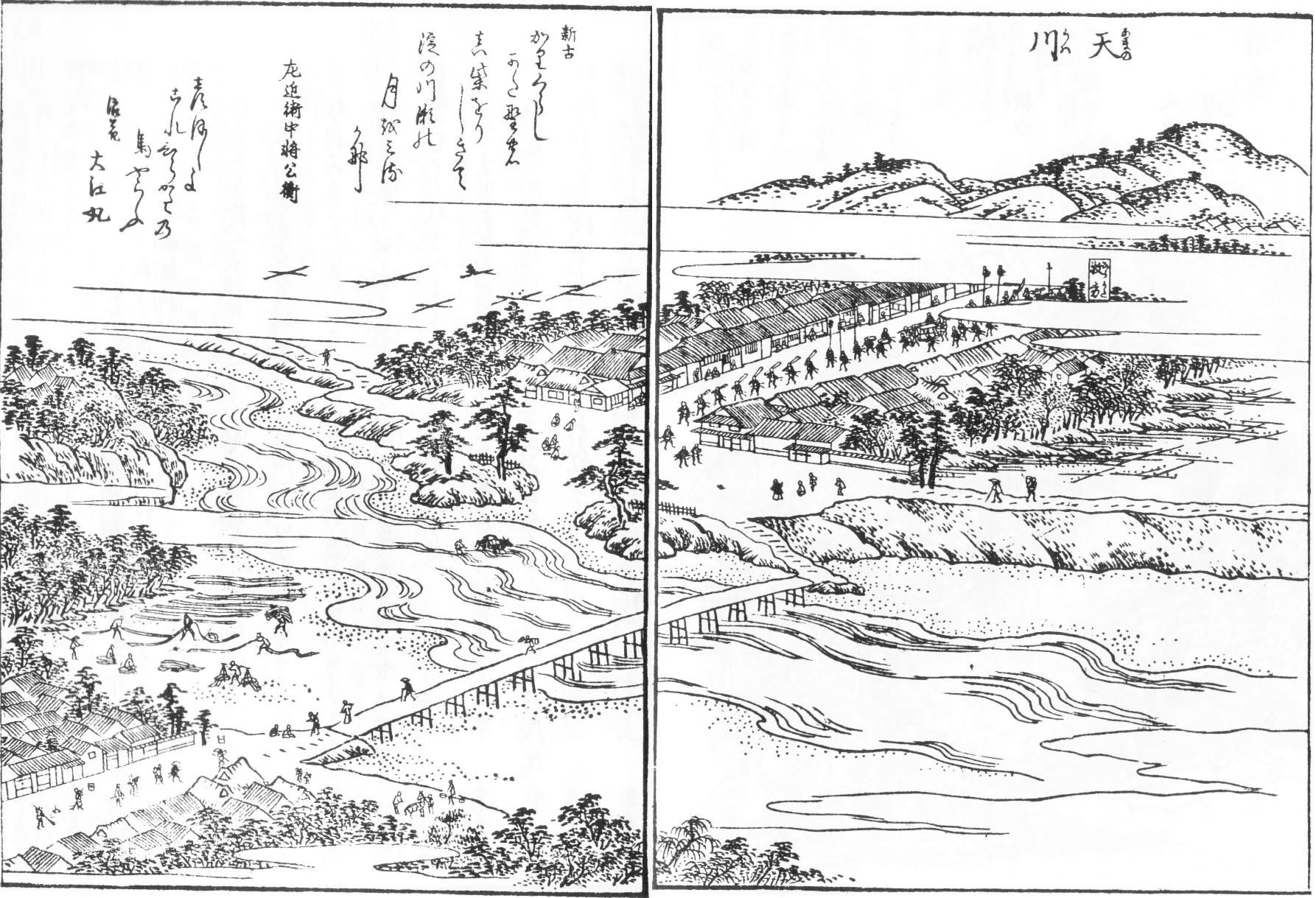
河内名所図会に描かれるかささぎ橋。奥に見えるのが枚方宿を行く大名行列。

参勤交代の際には親藩や譜代など徳川家に縁故の大名が枚方宿で休泊した。中でも御三家のひとつ紀州徳川家の大名行列は、その格式と威光を感じさせる大行列であったため、多くの農民が見物に訪れるほどだったという。史料によれば、その行列規模は御三家筆頭尾張徳川家（66万石）、外様大名筆頭加賀前田家(103万石)をも凌ぐものだったとされる。天保12年（1841年）、紀州徳川家徳川斉順（11代藩主）の参勤交代では武士1639人、人足2337人、馬103頭を擁し、準備のために七里飛脚や家臣が藩主が到着する数か月前から来宿したという。
また、英国外交官アーネスト・サトウは著書（回想記）で、明治維新前後の自己の体験談を述べており、そのなかには、1867年（慶応3年）に大坂出張した帰途に枚方村で食事をしたとの一節が含まれている。その際の食事代があまりに安かったので問うた結果、「公務の旅行者」（サトウには日本側の警護役人も同行している）は通常料金の4分の1とする旅館規則があることを知ったという。
その後、明治時代になり蒸気船の登場、鉄道の開通（明治6年（1876年）東海道本線（JR京都線）、明治43年（1910年）京阪電車）が相次ぎ、淀川水運が衰退した事により急速に衰退した。

## 宿場の構成
岡新町、岡、三矢、泥町の四ヶ村が枚方宿とされた。枚方宿からは京都へ六里、江戸へ百二十八里、大坂へ五里の位置にある。東見付から西見付まで、東西13町17間（1447m）、道幅2間半（4.5m）。北側の淀川と南側の枚方丘陵の西端にあたる万年寺山（御殿山）に挟まれた地域に東西に細長く続いていた。

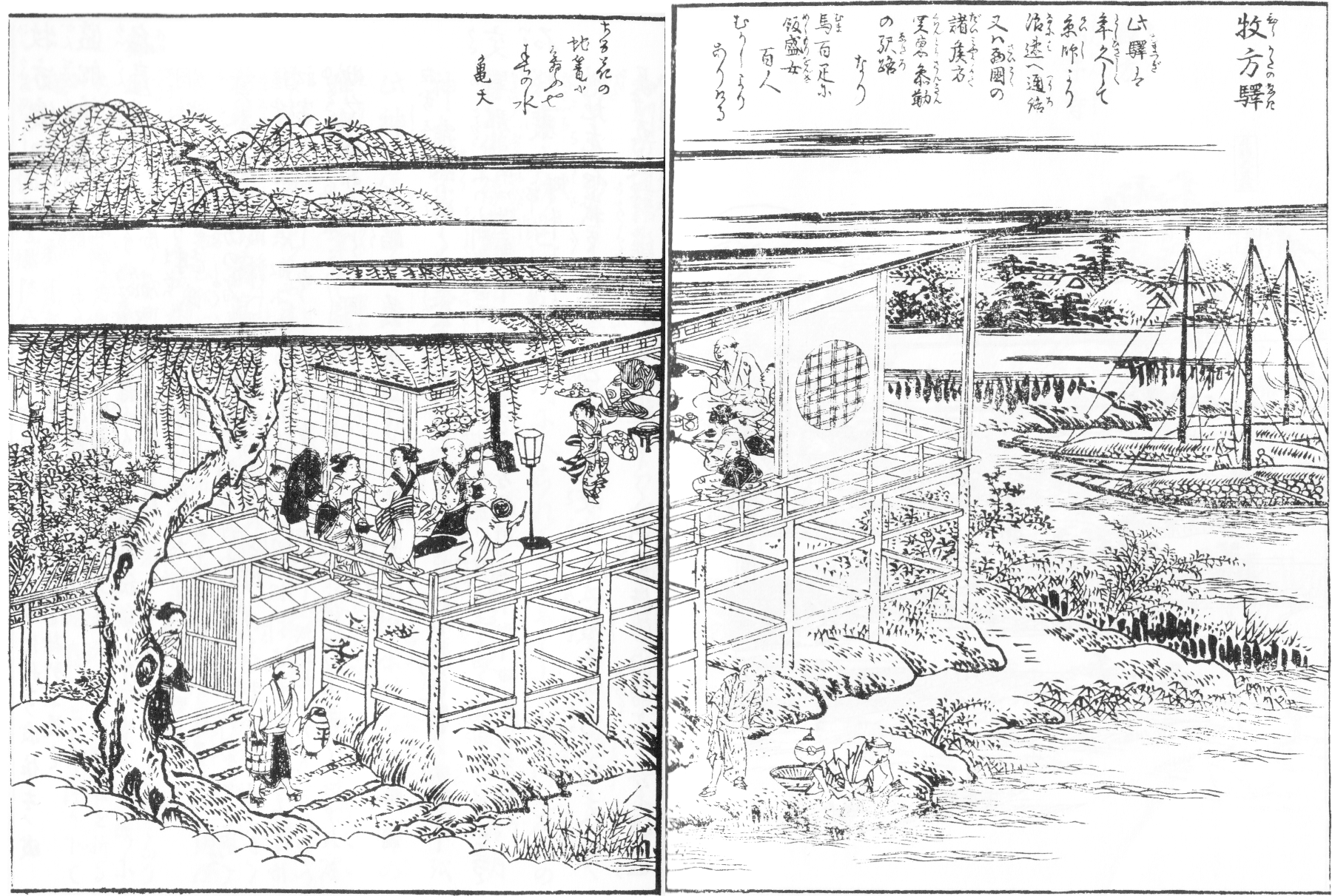
河内名所図会「枚方驛」

三矢村が宿の中心にあたり、宿場には 本陣（池尻善兵衛家）、家老専用本陣1軒（中島九右衛門家）、脇本陣2軒、問屋場2か所、一般旅行者の泊まる旅籠は32軒、船宿、茶屋、寺院、民家が軒を連ね、高札場3か所、郷蔵4か所、船番所2か所、紀州侯七里飛脚小屋、町飛脚などがあった。問屋場では人足100人、馬100頭が常備され、天明年間（1781-1789年）では民家は341軒あったという。河内名所図会にはこの様子を「この駅は年久しく京都より浪速への通路、又は西国の諸侯の関東参勤の通路なり。馬百匹に飯盛女（遊女）百人むかしよりありける」と記されている。

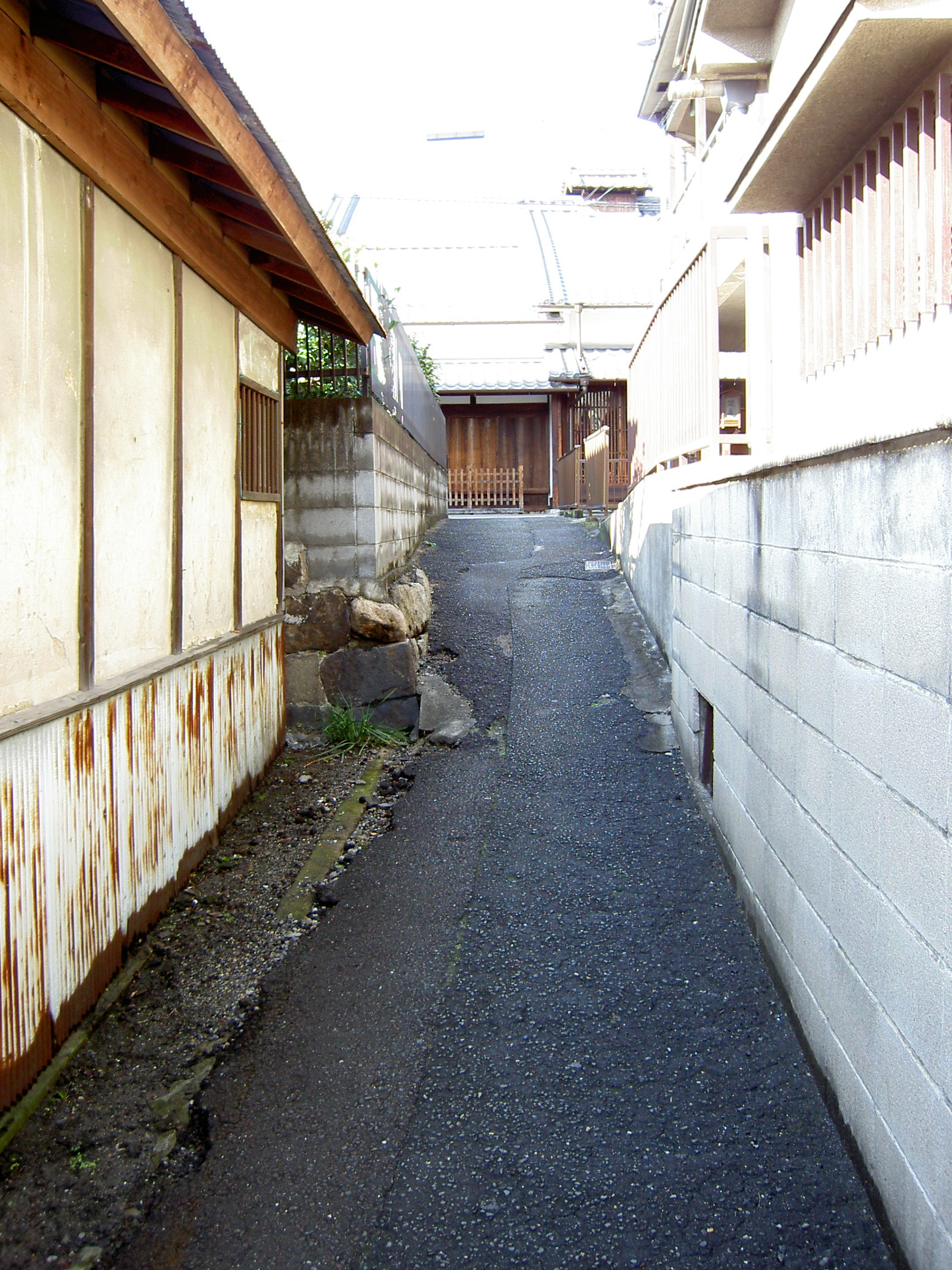
鍵屋前の路地。街道が周囲より高い場所に有る事が判る

文禄堤の上に作られた宿場だったため、江戸時代初期は地盤の断面が半円形を成しており、京街道をはさんで建ち並ぶ家屋は文禄堤の完成後に、堤防の法面に盛ったうえに建てられていたことが発掘調査により判明している。現在も所々で街道筋が周囲より若干高い場所にあることが見て取れる。

## 四ヶ村
四ヶ村とは岡新町、岡、三矢、泥町をさし、現在では岡新町は新町1・2丁目となっている。また岡はビオルネのある岡本町、百貨店や銀行が並ぶ岡東町、教会が建つ岡南町、坊主池公園のある岡山手町の4つに変わっている。
泥町は旧『枚方市史』によると、淀川沿いの低湿地の泥田が町になったことに由来し、三矢は『大阪府全志』によると、家屋が三軒しかなかったため、「三屋」とされたことから由来する。京阪電車が明治43年（1910年）に開通し、交通体系が変化したことにより、全盛期の賑わいを失った。また泥町の名は泥が持つマイナスイメージや飛び地が多かったので、行政上不便ということから三矢町と名前を変えられたが、地元住民の中では古くからの愛着で泥町と呼ぶ人も少なくはない。宿場の中心となる三矢は上之町・中之町・地下町・堤町にわかれ、このうちのひとつである堤町の町名は現町名にも採用されている。
明治18年（1885年）に淀川大洪水（伊加賀切れ）が発生。修復された堤防上に明治41年（1908年）、それまで宿場に散在していた貸座敷業者を移転させて桜新地が誕生した。現在は桜町と改称されている。

## 淀川水運
京都伏見と大坂八軒家を結ぶ淀川水運は、天下の台所と呼ばれた大坂と大都会である京都を結ぶ物流に重要な地位を占めた。三十石船、二十石船など一千隻以上の大小様々な舟が行き交っていた。旅客専用であった三十石船は、夜と昼の一日二便、所要時間は下りが半日、上りは一日だったという。流れの速い場所を上る時には、川の両岸から交互に綱で引っ張り上げていた。行き交う船を監視するための番所が枚方宿に設けられていた。
「餅くらわんか、酒くらわんか、銭がないのでようくらわんか」などと言い酒や食べ物を売るくらわんか舟が名物となり、その様子は歌川広重（安藤広重）「京都名所之内 淀川」や十返舎一九「東海道中膝栗毛」にも描かれている。
しかしその一方で、淀川に面した枚方宿を利用する者は主に京へ上る者に限られた。上りの船は下りの倍の料金が掛かる上に、所要時間も徒歩と変わりがなかったためである。天保4年（1833年）の記録によれば、上りと下りの比は10:1と極端に上りに偏っていた。旅客だけでなく貨物においても、下りの貨物は殆どが船便を利用するため、下りは慢性的に空荷だったという。上り下りの片方だけしか利用されない片宿であった事が、枚方宿の経済を圧迫する要因となっていた。
対岸の摂津国とは渡し舟で結ばれ、枚方宿には対岸の大塚（現高槻市大塚）と結ぶ大塚の渡し（枚方の渡し）が設置されていた。

## くらわんか茶碗
くらわんか舟ではくらわんか茶碗と呼ばれる器が用いられた。現在も川底から見つかる事がある。使い捨てだったためという説と、茶碗の数で代金を計算したため、食べ終わった茶碗を隠れて捨てる者が多かったという説がある。しかし常設の店と違い、代金を後から支払うのか疑問で、ごまかすために捨てたという説には無理があると思われる。
くらわんか茶碗は分厚い白い磁器に素朴な柄が描かれた物が多く、長崎県の波佐見焼、愛媛県の砥部焼、高槻市の古曽部焼で大量に作られた。

## 最寄り駅
- 最寄り駅：京阪本線 枚方市駅・枚方公園駅

## 史跡・みどころ
本陣は明治3年に取り壊され、その跡地に北河内郡役所が置かれ、現在は公園（三矢公園）になっている。

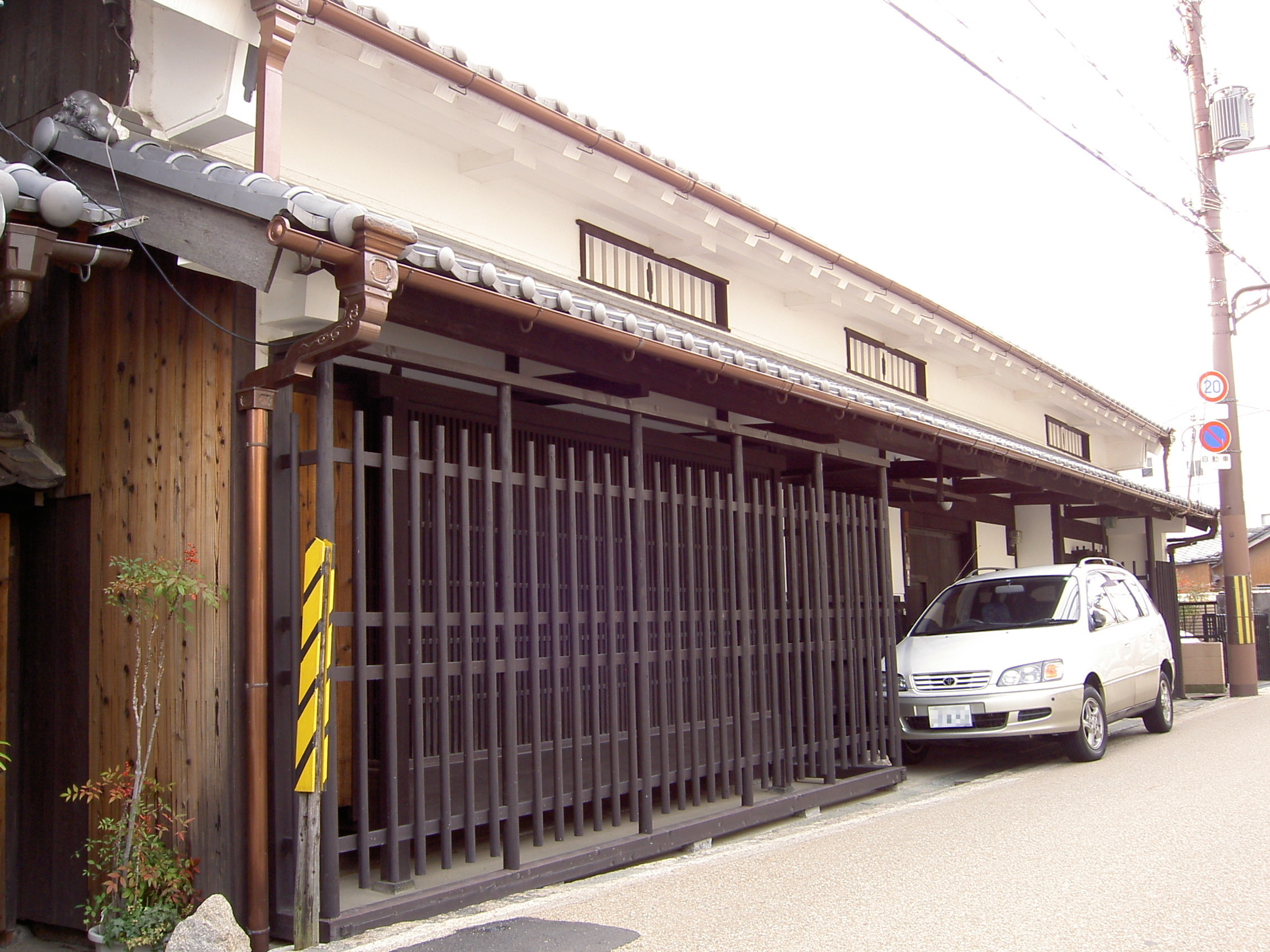
八幡屋
問屋役人 小野平右衛門家。幕末期建築の町屋の遺構が現存している。
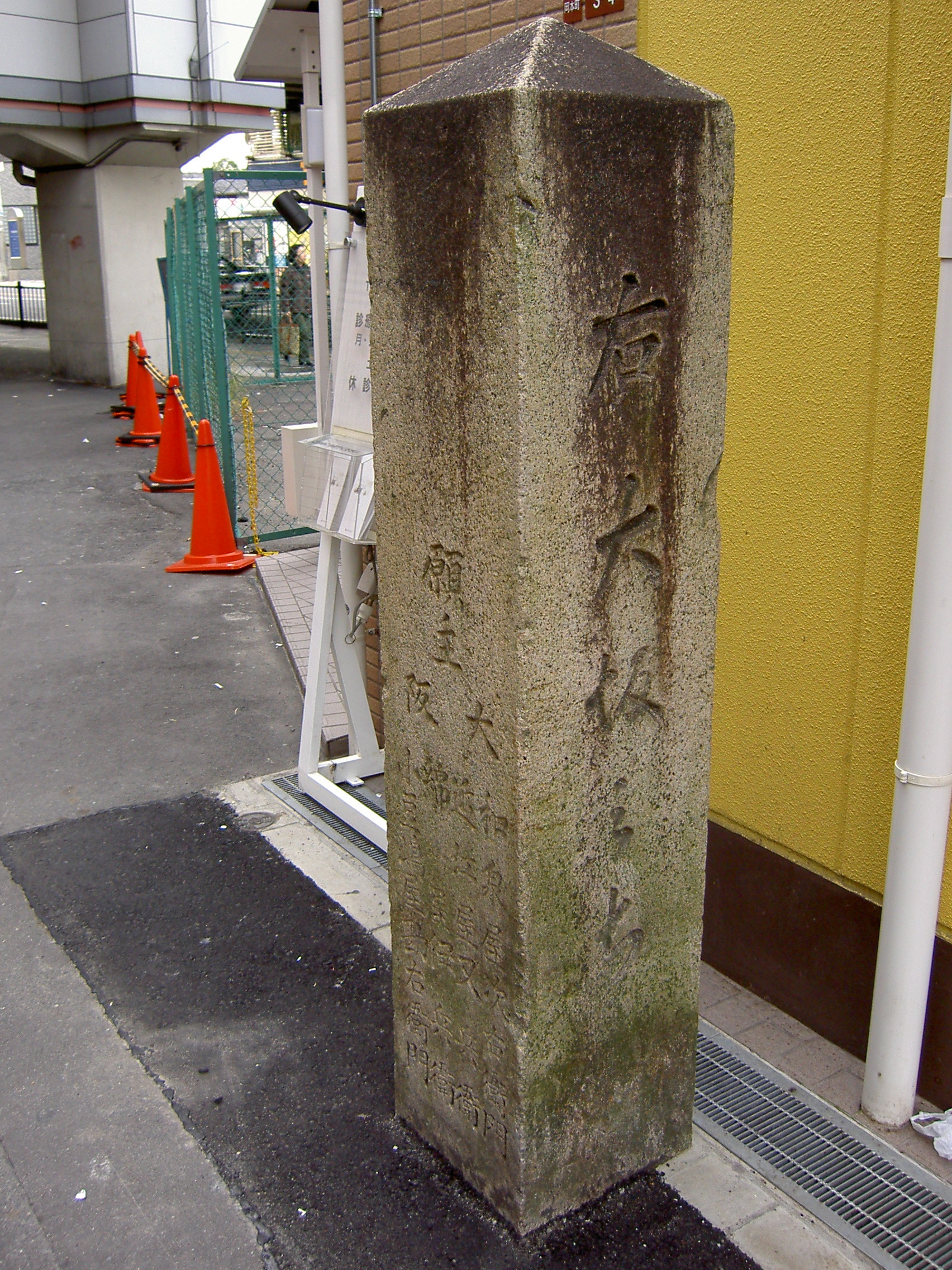
宗左の辻
東海道と磐船街道の追分（分岐点）。油屋の角野宗左の前に有った事から宗左の辻と呼ばれた。文政9年（1826年）建植と印される道標が残る。「送りましょうか、送られましょうか、せめて宗左の辻まで」と歌われた。
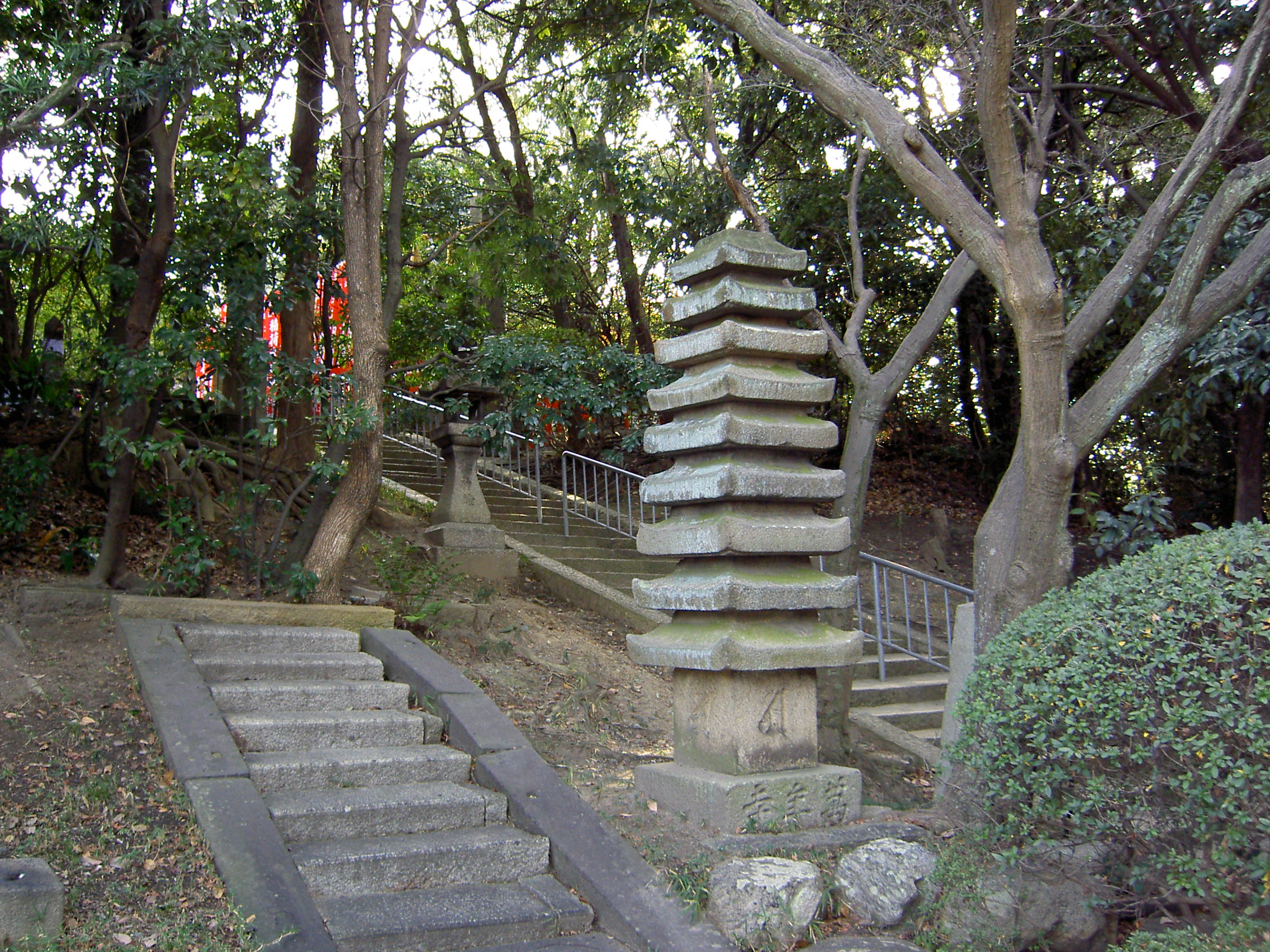
意賀美神社
枚方八景の一つ「万年寺山の緑陰」。100本余りの梅が植えられた梅園が有る。
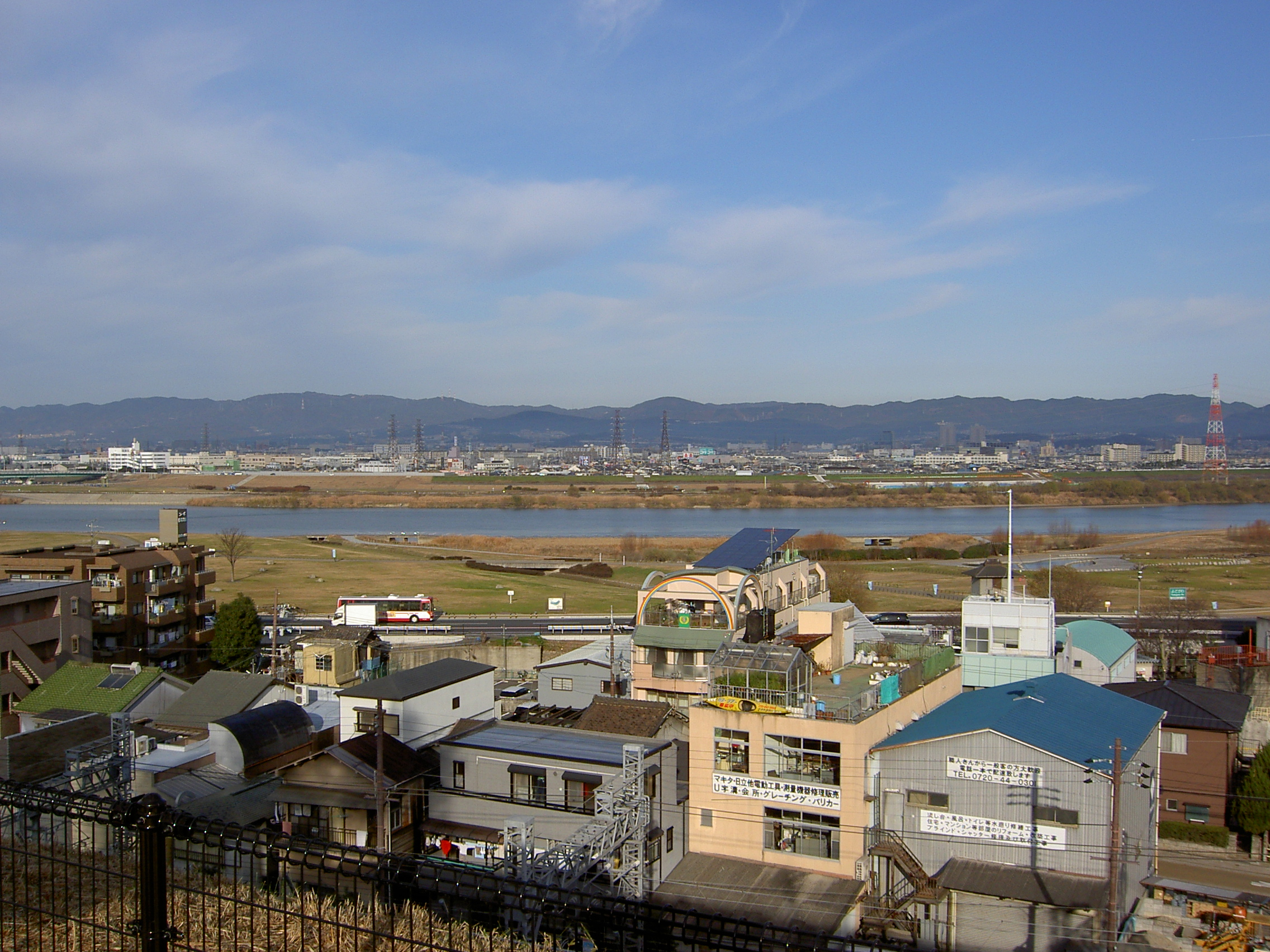
御茶屋御殿跡
豊臣秀吉により作られ、枚方城主である本多内膳正政康の娘である乙御前を住まわせたと言われている。延宝7年（1679年）7月に起こった枚方宿の大火により焼失した。現在は御茶屋御殿跡展望広場として整備されている。
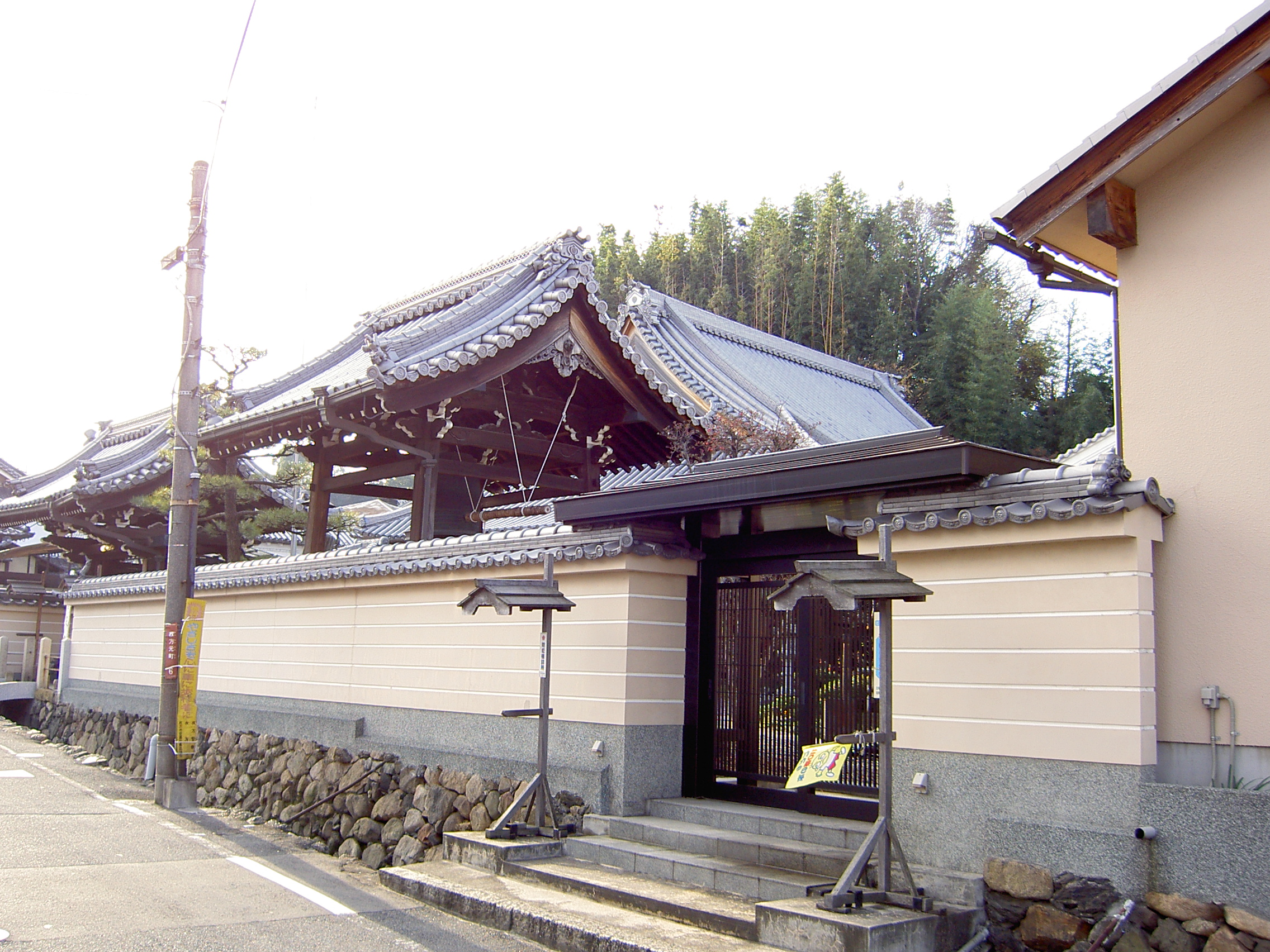
願生坊
永正11年（1514年）、蓮如上人の息子である実如により順興寺建立。元亀・天正年間に焼失後、慶長年間に東本願寺の教如により再興される。東本願寺の別院とされた後、願生坊と改称された。浄念寺の「西の御坊」に対して、「東の御坊」と呼ばれた。
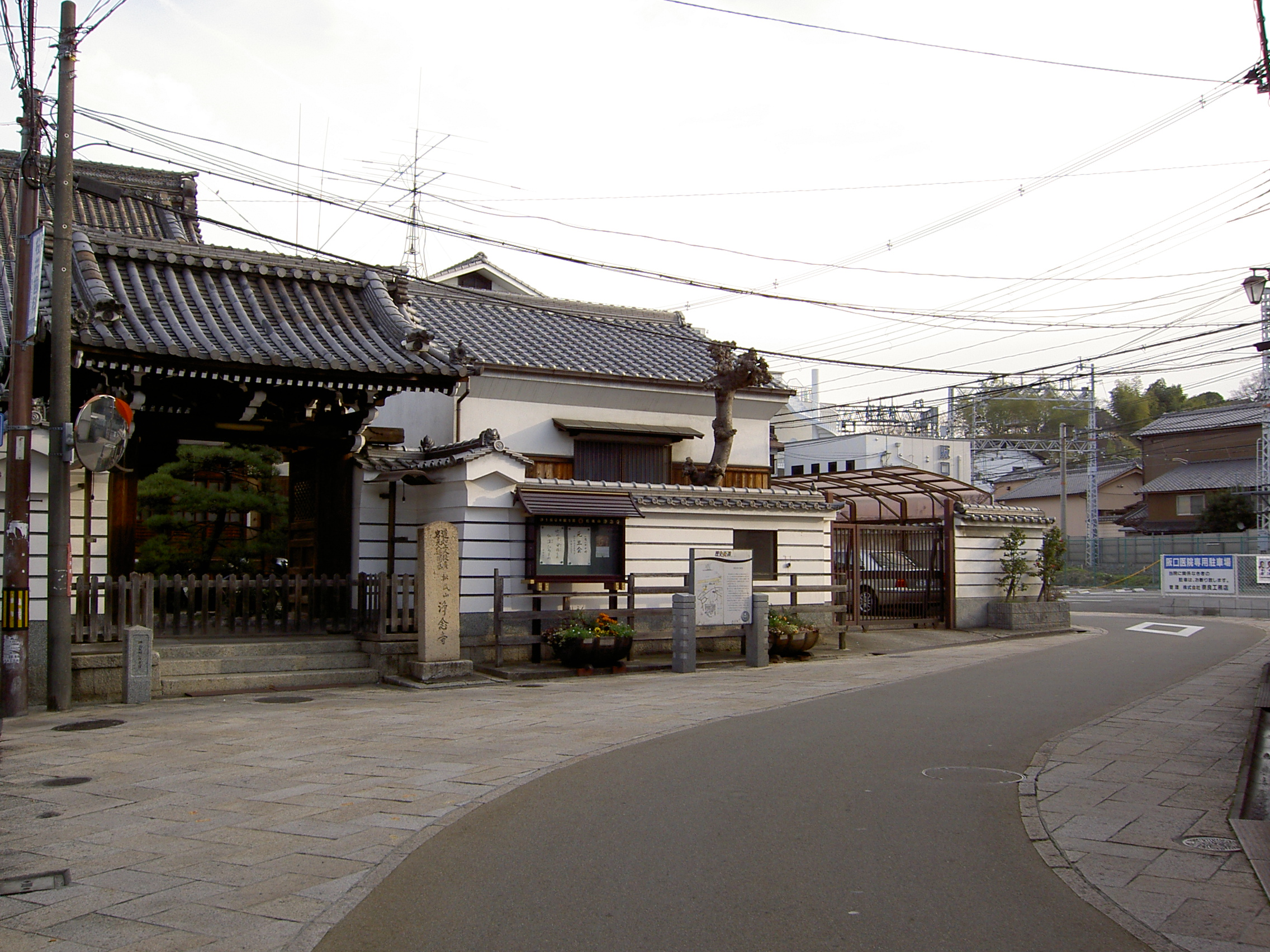
浄念寺
明応4年（1393年）、蓮如上人の弟子であった岩見入道浄念により開基。元文四年（1739年)、西本願寺の門跡御坊。願生坊の「東の御坊」に対して、「西の御坊」と呼ばれた。本陣の西側に位置し、前を通る街路は本陣防衛のために左右に折れ曲がった枡形となっている。1880年（明治13年）4月から1888年（明治21年）7月まで、北河内の郡役所が設置された。
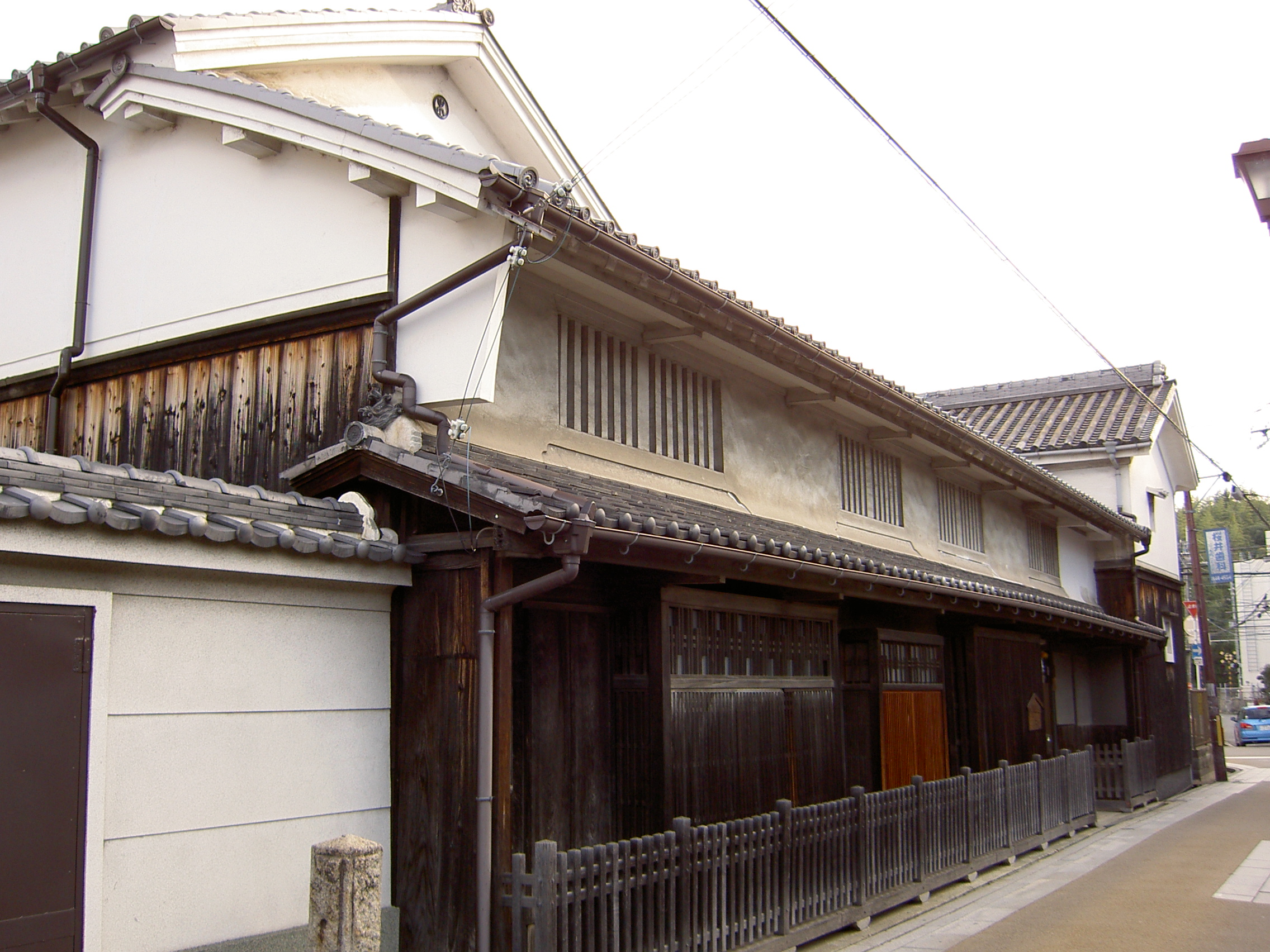
田葉粉屋
問屋役人 木南喜右衛門家。明治中期の建築。敷地内に複数の蔵を擁する枚方宿最大の遺構。
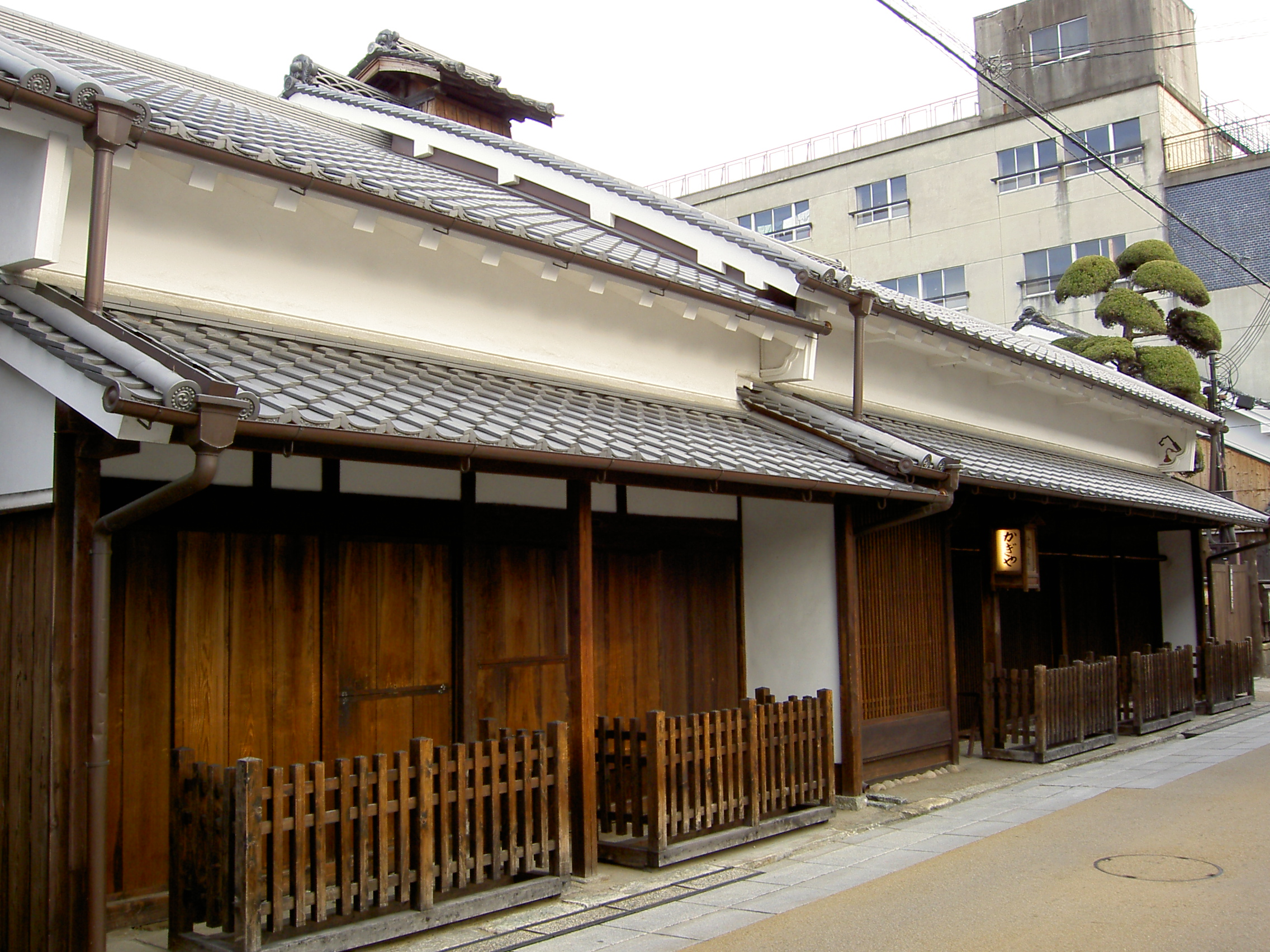
鍵屋資料館
天正年間（1573年 - 1592年）創業と言われ、江戸時代には淀川水運で栄えた船宿。「ここはどこじゃと船頭衆に問えば、ここは枚方鍵屋浦、鍵屋浦には碇はいらぬ、三味や太鼓で船止める」と淀川三十石船歌に歌われた[6]。慶応4年（1868年）3月には、明治天皇に随伴した公家の岩倉具視が休憩した事から、脇本陣に準ずる扱いとされていたと思われる。20世紀後半まで料亭として営業していたが1997年に廃業、その後2001年より資料館として公開されている。18世紀末の建築と推定される主屋は船宿当時の建築形式を今に伝え、淀川への木戸門と船着場の遺構が残る。1997年に枚方市指定文化財に指定された。平成13年度には手づくり郷土賞（地域整備部門）受賞。

- 八幡屋
- 宗左の辻 道標
- 枚方八景「万年寺山の緑陰」
- 御茶屋御殿跡からの眺め
- 願生坊
- 浄念寺と枡形の道
- 田葉粉屋
- 鍵屋資料館

## 隣の宿
淀宿 - 枚方宿 - 守口宿